# Innuendo (singolo Queen)
Innuendo è un singolo del gruppo musicale britannico Queen, pubblicato il 14 gennaio 1991 come primo estratto dall'album omonimo.
Il brano è caratterizzato da una grande contaminazione di stili: mentre le strofe e il ritornello sono scanditi da un tempo hard rock (con alcuni tratti sinfonici), la sezione intermedia mescola flamenco, operetta e rock progressivo, facendo grande uso di virtuosismi, tempi dispari e sovraincisioni. Viene considerata dalla critica specializzata «la Bohemian Rhapsody degli anni novanta», a causa delle molteplici analogie condivise con quest'ultimo brano, tra cui anche la lunghezza (6:30 il primo e 5:57 il secondo).
Il brano ha raggiunto la vetta della Official Singles Chart nel gennaio dello stesso anno, ed è il più lungo brano del gruppo ad essere stato estratto come singolo.

## Descrizione
Il tema principale di Innuendo (dall'andamento simile a un bolero) è scaturito da una jam session tra Brian May, John Deacon e Roger Taylor. Freddie Mercury ha poi aggiunto la melodia e parte del testo, che è stato poi completato da Taylor. Il brano contiene un assolo di chitarra flamenco di Steve Howe, chitarrista degli Yes, seguito da un bridge di influenza classica, introdotto dal verso You can be anything you want to be, e da un altro solo eseguito da Brian May. Questa sezione fa ampio uso di tempi dispari, utilizzando in sequenza battute in 5/4 seguite da altre in 3/4.
Il bridge è accompagnato da un'orchestrazione, creata in collaborazione con il produttore David Richards usando la popolare tastiera/synth Korg M1.
In alcuni paesi il singolo originario del 1991 uscì in una versione leggermente diversa, denominata Explosive Version, caratterizzata da un suono simile ad un'esplosione sul finire del brano, in corrispondenza dell'ultimo colpo di grancassa suonato da Roger Taylor.

### Dal vivo
Come tutti i brani pubblicati dopo il 1986 (anno in cui i Queen tennero il loro ultimo concerto con Freddie Mercury), Innuendo non fu mai eseguita dal vivo dalla formazione originale della band. Durante il Freddie Mercury Tribute Concert del 1992, i tre restanti membri dei Queen la suonarono con Robert Plant alla voce. Tale versione comprendeva anche alcune citazioni da Kashmir e di Thank You (canzoni dei Led Zeppelin), mentre veniva completamente eliminato l'assolo di chitarra acustica.

## Video musicale
Un elaborato videoclip è stato creato per accompagnare il singolo, utilizzando figure di plastilina e riprese in passo uno in un set che ricostruisce fedelmente un cinema in miniatura. I membri del gruppo appaiono proprio sullo schermo del cinema, riprodotti con una tecnica di animazione che sfruttando spezzoni di video precedenti (come The Miracle, Scandal, Breakthru, The Invisible Man, I Want It All, e scene dal Live at Wembley '86) rielabora l'immagine dei quattro secondo diversi stili: Freddie in quello di Leonardo da Vinci, Brian in quello degli incisori Vittoriani, Roger in quello di Jackson Pollock e, infine, John in quello di Pablo Picasso. È presente anche un montaggio di video ed immagini storiche.
Una prima versione di questo video fu bandita dalle emittenti televisive statunitensi a causa della presenza di filmati della Guerra del Golfo. Una versione alternativa (senza quei filmati) fu realizzata e mandata in onda relativamente spesso negli Stati Uniti d'America.

## Tracce
Testi e musiche dei Queen, eccetto dove indicato.
CD, 12"
1. Innuendo (Explosive Version) – 6:44
2. Under Pressure (Queen/David Bowie) – 4:04 (Queen, David Bowie)
3. Bijou – 3:36

7", MC
- Lato A

1. Innuendo – 6:32

- Lato B

1. Bijou – 3:36

## Formazione
Gruppo
- Freddie Mercury – voce principale, tastiera
- Brian May – chitarra, tastiera, armonie, voce
- John Deacon – basso, tastiera
- Roger Taylor – batteria, percussioni, tastiera, armonie, voce

Altri musicisti
- David Richards – programmazione
- Steve Howe – chitarra acustica aggiuntiva

Produzione
- Queen – produzione
- David Richards – produzione, ingegneria del suono
- Kevin Metcalf – mastering

## Classifiche
| Classifica (1991)             | Posizione massima |
| ----------------------------- | ----------------- |
| Australia                     | 28                |
| Austria                       | 12                |
| Belgio (Fiandre)              | 8                 |
| Finlandia                     | 3                 |
| Germania                      | 5                 |
| Irlanda                       | 4                 |
| Italia                        | 4                 |
| Nuova Zelanda                 | 10                |
| Paesi Bassi                   | 4                 |
| Regno Unito                   | 1                 |
| Spagna                        | 6                 |
| Stati Uniti (mainstream rock) | 17                |
| Svizzera                      | 3                 |